# Скрудрайвър
„Скрудрайвър“ (на английски: Skrewdriver, от screwdriver – отвертка) е бивша британска пънк-рок, а по-късно и white power skinhead група.
Основана е през 1976 година от Иън Стюарт Доналдсън в Поултън ли Файлд (Poulton-le-Fylde), Англия. Тя е сред първите неонацистки рок групи, има водеща роля при оформянето на стила „рок против комунизма“.

## История
Иън Стюърт, впечатлен от концерт на групата „Секс Пистълс“ в Манчестър, решава да създаде „Скрудрайвър“. Първия дебютен сингъл „Ти си толкова тъп“ (You’re So Dumb) е издаден през 1977 година от студио Chiswick Records.

## Дискография
Студио албуми:
- All Skrewed Up (1977)
- Hail the New Dawn (1984)
- „Кръв и чест“ – Blood & Honour (1985)
- „Бял конник“ – White Rider (1987)
- „След пожара“ – After the Fire (1988)
- „Военачалник“ – Warlord (1989)
- „Силните оцеляват“ – The Strong Survive (1990)
- „Свобода що за свобода“ – Freedom What Freedom (1992)
- „Да живее победата“ – Hail Victory (1994)